# Khaled Azaiez
Khaled Azaiez (30 ottobre 1976) è un allenatore di calcio ed ex calciatore tunisino, di ruolo portiere.

## Palmarès

### Giocatore

#### Competizioni nazionali
- Coppa di Tunisia: 1

Club Africain: 1999-2000